# Centro studi e documentazione scout Mario Mazza
Il Centro studi e documentazione scout Mario Mazza è un archivio di documenti e testimonianze sulla nascita e lo sviluppo dello scautismo in Italia, nato nel 1962 a Genova per iniziativa di scout che hanno raccolto i documenti già presenti nell'archivio personale di Mario Mazza, fondatore nel 1905 dell'associazione Juventus Juvat, nota anche come le Gioiose e nel 1915 dei Ragazzi esploratori cattolici italiani, (RECI), confluiti nel 1916 nell'Associazione Scautistica Cattolica Italiana (ASCI), di cui il Mazza fu uno dei dirigenti.
Nel 2000 è stata costituita l'ONLUS Associazione Centro Studi Mario Mazza per la gestione del centro studi, che ha mantenuto le finalità culturali e di solidarietà sociale, senza fini di lucro, proprie del progetto sin dalla sua creazione.
L’associazione è sorta a Genova nel 1962 per volontà di un gruppo di adulti scout cattolici italiani genovesi, MASCI. Il centro Mario Mazza è iscritto al registro delle associazioni di volontariato e delle onlus ed è riconosciuto dalla Soprintendenza per i beni archivistici museali del Ministero dei beni culturali della Liguria.
La biblioteca è specializzata in scautismo e raccoglie oltre cinquemila volumi italiani e stranieri, tra cui pubblicazioni rare riguardanti i primi anni di vita del movimento scout. Nella biblioteca si possono trovare libri relativi a temi pedagogici e letteratura per ragazzi. Inoltre c’è una sezione dedicata alle tesi di laurea su tematiche scout redatte da studenti di diverse università italiane. La Regione Liguria ha riconosciuto la biblioteca del centro studi come biblioteca di interesse specifico scout.
L’emeroteca del centro raccoglie oltre cinquanta testate scout, cinquantamila riviste in ambito scautistico e le pubblicazioni periodiche di tutte le associazioni scout italiane e delle principali associazioni scout europee. Vi è conservata una collezione di francobolli scout donati da enti ed associazioni scout. Sono presenti articoli di diverse testate giornalistiche italiane: questa raccolta di articoli rappresenta l’evoluzione che lo scautismo ha subito nel corso di questo secolo. La videoteca include più di settemila fotografie, centoventi filmati e settanta nastri audio che documentano la vita dello scautismo.
Il museo invece raccoglie oggetti e cimeli di uso quotidiano nella vita degli scout, donati dai membri delle associazioni scout possono donare oggettistica varia al centro. Tra i reperti presenti al centro studi si possono trovare oggetti personali di Mario Mazza, quaderni di caccia, documenti ufficiali, preparazione delle attività, divise, guidoni, distintivi e utensili vari. Tutti il materiale è storico ed inerente allo sviluppo dello scautismo ligure, nazionale e mondiale.
Tracce Scout è la rivista periodica del centro studi Mario Mazza. Il suo ruolo sociale e la sua diffusione danno una voce al Centro Studi nella cronaca riguardante la pedagogia scout.

## Organizzazione e finalità del centro studi
Lo scopo del centro studi è supportare il servizio pedagogico, educativo e formativo nell'obiettivo di rendere sempre attuale ed avvincente lo scautismo.
Le finalità del centro studi sono:
- acquisire, catalogare e conservare antichi e nuovi fondi documentali attinenti allo scautismo;
- sviluppare la ricerca storico-documentaria su movimento e metodo scout in Italia e nel mondo;
- tutelare, promuovere e valorizzare il materiale vario, relativo al movimento scout in Italia, raccolto e conservato nel proprio archivio, biblioteca, emeroteca e museo.

Le missioni prioritarie svolte dal centro Mario Mazza sono:
- conservare, catalogare e valorizzare il materiale presente e ciò che periodicamente viene donato, per renderlo disponibile e fruibile a tutti
- raccogliere le testimonianze dell’essere scout per svilupparne la ricerca storico-documentaria su ciò che gli scout hanno fatto e realizzato nella loro vita sul piano educativo, pedagogico e pratico
- tutelare, promuovere e valorizzare il materiale presente relativo al movimento scout in Italia e nel mondo[4][5]

## Gli archivi
Gli archivi del Centro Studi Mario Mazza custodiscono una ricca documentazione storica sullo scautismo dalle sue origini fino ad oggi. Il fondo di Mario Mazza e dei suoi collaboratori include riferimenti sia allo scautismo europeo sia a quello extraeuropeo. Il materiale presente negli archivi è eterogeneo. Si possono trovare documenti tra cui manoscritti, epistolari, relazioni di attività ed imprese, studi su temi specifici di interesse pedagogico e metodologico, ricerche ed esperienze in campo pedagogico per l’applicazione del metodo scout nella scuola, nella stampa per i ragazzi, nei soggiorni estivi e per l’animazione giovanile. All'archivio sono affidati i censimenti nazionali dell’ASCI, del CNGEI Liguria e del MASCI. Il Ministero dei Beni Culturali e Ambientali ha riconosciuto il Centro Studi Mario Mazza come archivio di interesse nazionale per l’importanza e la rarità del materiale presente.
Il centro studi raccoglie il materiale a propria disposizione in più di 50 archivi, tra cui in gestione diretta:
- archivio nazionale MASCI (di proprietà del MASCI);
- archivio regionale ASCI Liguria (di proprietà dell'AGESCI Liguria)
- archivio regionale AGESCI Liguria (di proprietà dell'AGESCI Liguria)
- archivio Fausto Catani (di proprietà di Maurizio Catani, sito a Roma)
- archivio Centro Studi ed Esperienze Scout Baden Powell (di proprietà dello stesso centro studi)